# Harold J. Kushner
Harold Joseph Kushner est un mathématicien appliqué américain et professeur émérite de mathématiques appliquées à l'Université Brown.

## Biographie
Il est connu pour ses travaux sur la théorie de la stabilité stochastique (basée sur le concept des supermartingales comme fonctions de Lyapunov), la théorie du filtrage non linéaire (basée sur l'équation de Kushner), et pour le développement de méthodes numériques pour les problèmes de contrôle stochastique. comme la méthode d'approximation de la chaîne de Markov. Il est communément cité comme la première personne à avoir étudié l'optimisation bayésienne  sur la base des travaux qu'il a publiés en 1964.
Harold Kushner obtient son doctorat en génie électrique de l'Université du Wisconsin en 1958.
En 1992, il reçoit le prix des systèmes de contrôle IEEE,, en 1994, la médaille Louis E. Levy du Franklin Institute , et en 2004, le Richard E. Bellman Control Heritage Award de l'American Automatic Control Council, pour « ses contributions fondamentales à la théorie des systèmes stochastiques et aux applications d'ingénierie, et pour avoir inspiré des générations de chercheurs dans le domaine ».